# Vu d'un chien
Albums de Ange
Guet-apens
(1978) Moteur !
(1981)
Vu d'un chien est le septième album studio du groupe français de rock progressif Ange. 

## Historique
L'album a été enregistré en 1980 au Studio Miraval (Le Val (Var)),.
Il est entièrement écrit par Christian Décamps et Francis Décamps.
Robert Defer et Didier Viseux remplacent Claude Demet et Gérald Renard qui assuraient la guitare et la basse sur l'album précédent.

## Titres
| 1. | Les Temps modernes      | Christian Décamps / Francis Décamps | 5:12 |
| 2. | Les Lorgnons            | Christian Décamps / Francis Décamps | 3:59 |
| 3. | Foutez moi la paix      | Christian Décamps / Francis Décamps | 2:03 |
| 4. | Je travaille sans filet | Christian Décamps / Francis Décamps | 7:08 |

| 1. | La Suisse               | Christian Décamps / Francis Décamps | 5:39 |
| 2. | Personne au bout du fil | Christian Décamps / Francis Décamps | 3:49 |
| 3. | Pour un rien            | Christian Décamps / Francis Décamps | 2:48 |
| 4. | Vu d'un chien           | Christian Décamps / Francis Décamps | 6:17 |

## Musiciens
- Christian Décamps : vocal, guitare acoustique
- Francis Décamps : claviers
- Robert Defer : guitares
- Didier Viseux : basse
- Jean-Pierre Guichard : batterie (Ludwig), percussions
- Marc Fontana : saxophone alto

## Équipe technique
- Patrice Quef : ingénieur du son
- Jean-Yves Pouilloux : assistant
- Alain Verniau : conception et réalisation pochette